# Ranunculus pseudomonophyllus
Ranunculus pseudomonophyllus är en ranunkelväxtart som beskrevs av S.A. Timokhina. Ranunculus pseudomonophyllus ingår i släktet ranunkler, och familjen ranunkelväxter. Inga underarter finns listade i Catalogue of Life.